# Вісперінг-Пайнс (Аризона)
Вісперінг-Пайнс (англ. Whispering Pines) — переписна місцевість (CDP) в США, в окрузі Гіла штату Аризона. Населення — 124 особи (2020).

## Географія
Вісперінг-Пайнс розташований за координатами 34°22′22″ пн. ш. 111°16′52″ зх. д. / 34.37278° пн. ш. 111.28111° зх. д. (34.372721, -111.281223).  За даними Бюро перепису населення США в 2010 році переписна місцевість мала площу 1,11 км², уся площа — суходіл.

## Демографія
Згідно з переписом 2010 року, у переписній місцевості мешкало 148 осіб у 63 домогосподарствах у складі 43 родин. Густота населення становила 133 особи/км².  Було 188 помешкань (169/км²).
Расовий склад населення:
| - 95,3 % — білих - 1,4 % — корінних американців - 1,4 % — азіатів - 0,7 % — чорних або афроамериканців |

До двох чи більше рас належало 1,4 %. Частка іспаномовних становила 4,7 % від усіх жителів.
За віковим діапазоном населення розподілялося таким чином: 23,0 % — особи молодші 18 років, 52,0 % — особи у віці 18—64 років, 25,0 % — особи у віці 65 років та старші. Медіана віку мешканця становила 54,8 року. На 100 осіб жіночої статі у переписній місцевості припадало 94,7 чоловіків;  на 100 жінок у віці від 18 років та старших — 90,0 чоловіків також старших 18 років.
Середній дохід на одне домашнє господарство  становив 27 048 доларів США (медіана — 34 286), а середній дохід на одну сім'ю — 19 074 долари (медіана — 14 539). За межею бідності перебувало 79,3 % осіб, у тому числі 100,0 % дітей у віці до 18 років та 18,0 % осіб у віці 65 років та старших.
Цивільне працевлаштоване населення становило 27 осіб. 